# 이시하라 요시유키
이시하라 요시유키(일본어: 石原 慶幸, 1979년 9월 7일 ~ )는 일본의 프로 야구 선수이며, 현재 센트럴 리그인 히로시마 도요 카프의 소속 선수(포수)이다.

## 인물

### 프로 입단 전
기후 현립 기후 상업고등학교 시절 2학년 여름에 열린 제78회 전국 고등학교 야구 선수권 대회에 출전, 2차전에서 PL가쿠엔 고등학교와 상대했지만 팀은 패했고, 3학년 여름에도 제79회 전국 고등학교 야구 선수권 대회에 출전해 고시엔 대회에서 자신의 첫 안타를 기록했지만 1차전에서 팀은 패했다. 고교 통산 60홈런을 기록했다.
그 후 도호쿠 복지대학에 입학하여 대학 3학년 때 대학 일본 대표팀이자 시드니 올림픽 야구 일본 대표팀 후보로 발탁되었고 2001년의 프로 야구 드래프트 회의에서는 히로시마 도요 카프에 4순위로 지명돼 입단했다.

### 프로 입단 후

#### 2002년
10월 이후의 소화 경기에서는 5경기에만 출전했지만 첫 출전 경기인 야쿠르트 스왈로스전에서 그 해 최우수 중간 계투 투수상을 수상한 이시이 히로토시로부터 첫 안타를 때려냈다.

#### 2003년
시즌 도중으로부터 1군 출전 기회가 증가되는 등 프로 2년차에 116경기에 출전하여 어깨와 타격의 쇠약함을 숨길 수 없는 니시야마 슈지의 주전 포수의 자리를 노려 전년도에 활약한 기무라 가즈요시를 앞지르는 존재가 되었다. 타율은 2할 대 전후를 나타냈지만 시즌 통산 4개의 홈런 가운데 2개가 만루, 2점·3점 홈런을 각각 1개씩 기록했다. 강한 어깨를 가진 포수로 알려진 다니시게 모토노부의 기록을 넘는 도루 저지율도 남겼다.

#### 2004년
8번·포수로서 데뷔 후 처음으로 개막전 선발 멤버의 자리를 차지해 부진에 시달렸던 전년도부터 안정감을 늘린 타격이 평가되는 등 니시야마로부터 주전 포수의 자리를 차지했다. 시즌 종료까지 거의 모든 경기에 출전했다. 처음으로 규정 타석을 채워 135경기에 출전, 타율 2할 8푼 8리, 6홈런은 모두 높은 성적을 기록했다.

#### 2005년
시범 경기에서 파울을 치는 순간 왼손 유구골에 골절상을 입어 시즌 개막전에는 출전할 수 없었다. 5월 말에 복귀한 이후에는 선발로서 기용되었지만 타격 부진이 계속되면서 눈에 띈 활약은 8월 2일의 요미우리 자이언츠전에서 끝내기 안타를 친 정도였다. 결국 8월 중순 이후에 자신이 부진 겪고 있던 와중에 기용되고 있던 구라 요시카즈에게 주전 포수의 자리를 빼앗겼다.

#### 2006년
구라 요시카즈와 병용되는 형태로 포수를 맡았다. 그 해는 구라 요시카즈도 타율 2할 3푼 9리를 기록할 정도로 부진했고 이시하라도 개막 직후야말로 타격 호조를 이루었지만 5월에는 타율 2할 2푼 1리로 끝났다. 득점권타율은 1할대를 밑도는 등 뚜렷한 결과를 남길 수 없었다. 특히 만루에서는 6타수 4병살타가 나오면서 무안타에 그치는 경우가 눈에 띄었다.
8월 12일의 요미우리전에서는 전년도와 마찬가지로 끝내기 안타를 때려냈지만 신뢰를 잡는 데에는 미흡했다. 9월 7일의 요코하마 베이스타스전에서는 10회말 2사 만루 상황에서 타자 사에키 다카히로와의 4구째에 31년 만이 되는 끝내기 타격 방해를 범했다.

#### 2007년
전년도와 마찬가지로 구라 요시카즈와 병용되는 형태가 계속되면서 선발 출전 기회는 거의 반반이었다. 5월 8일의 주니치 드래건스전에서는 중간 계투진의 부담 경감 때문에 불펜에서 투구 연습을 실시한 적도 있었다. 등판은 없었지만 향후에도 동일한 상황이 있었을 경우의 등판이 예상되고 있었다. 5월부터 6월까지는 타격 호조를 이루면서 2004년 이후 타율 2할 8푼 1리의 좋은 성적을 남겼다. 구라 요시카즈도 8월 이후 타격이 향상되어 타율 2할 7푼 4리를 기록해 8월에는 선발 멤버 자리를 양보하는 일도 많았다.

#### 2008년
2004년 이후가 되는 개막전 선발 멤버의 자리를 차지해 구라 요시카즈의 타격 부진도 있어 출전 기회를 늘리는 등 4년 만이 되는 100경기에 출전하여 규정 타석을 채우게 되었다. 타격에서도 승부 힘을 발휘하여 때에 따라서는 6번 타자를 맡은 경기도 있었다. 홈런과 타점은 개인 최고 성적을 기록했다.

#### 2009년
2009년 월드 베이스볼 클래식 일본 대표팀 선수로 발탁되어 제1라운드 경기인 아시아 지역 예선전에서는 출전 기회는 없었지만 샌디에이고에서 열린 제2라운드 대한민국전에서 첫 출전을 했다. 귀국 후 팀에 합류하면서 팀의 주장으로 발탁되었다.
정규 시즌에서는 팀의 새 구장인 마쓰다 스타디움에서의 개최 혜택도 있어 올스타전에서는 처음으로 팬 투표로 선정되었다. 그러나 정규 시즌에는 타율이 2할 대에 머무를 정도로 극도의 타격 부진에 시달렸다. 라이벌인 구라 요시카즈도 타격 부진에 시달렸기 때문에 주전으로서의 고정이 계속되었지만 컨디션이 전혀 오르지 않았고 한때는 1982년의 야마쿠라 가즈히로 이래가 되는 ‘규정 타석을 채우면서도 1할대 타자’가 될 가능성도 평판 되었다. 최종적으로 타율은 2할 6푼을 기록하면서 가까스로 2할대에 진입했지만 시즌 후반에는 구라 요시카즈와 젊은 선수인 아이자와 쓰바사와 병용되는 등 경기 도중 출전과 경기 도중에 교체가 증가되면서 전년도보다 1경기 많은 124경기에 출전, 규정 타석에는 채우지 못하고 시즌을 마감했다. 또한 홈런에서는 처음으로 두 자릿수인 10개를 기록해 끝내기 홈런을 때려내는 등 낮은 타율에서 의외성이 있는 활약도 보였다. 히로시마의 포수로서 시즌 두 자릿수 홈런을 기록한 것은 1976년 미즈누마 시로(11개)가 기록한 이후 33년 만의 일이다.

#### 2010년
개막 이후 잠시 타격 성적은 좋지 않았지만 서서히 컨디션을 올리면서 최종적으로는 다른 포수와의 병용이나 허리 통증도 있어 전년도와 마찬지로 122경기에 출전하여 시즌을 마쳤지만 2년 만에 타율이 2할 5푼을 넘기는 등 타격 성적이 좋지 않았던 전년도보다 크게 개선되었고 마에다 겐타와 함께 최우수 배터리상을 수상했다. 8월 5일에는 타 구단으로의 이적이 가능한 FA권을 취득하면서 향후 거취에 대한 주목을 받고 있었지만 11월 15일에 FA권을 행사하지 않고 3년 계약을 맺어 히로시마에 잔류하는 것을 공식 발표되었다.

## 출신 학교
- 기후 현립 기후 상업고등학교
- 도호쿠 복지대학

## 선수 경력
프로팀 경력
- 히로시마 도요 카프(2002년 ~ )

국가 대표 경력
- 월드 베이스볼 클래식 일본 국가대표팀(2009년)

## 수상·타이틀 경력
- 최우수 배터리상 : 1회(2010년)[1]

## 개인 기록

### 첫 기록
- 첫 출장 : 2002년 10월 5일, 대 야쿠르트 스왈로스 26차전(히로시마 시민 구장)
- 첫 타석·첫 안타 : 상동
- 첫 선발 출장 : 2002년 10월 14일, 대 요코하마 베이스타스 28차전(히로시마 시민 구장)
- 첫 타점 : 2003년 4월 12일, 대 주니치 드래건스 2차전(나고야 돔)
- 첫 홈런 : 2003년 4월 27일, 대 한신 타이거스 5차전(한신 고시엔 구장)
- 첫 도루 : 2006년 5월 11일, 대 후쿠오카 소프트뱅크 호크스 3차전(후쿠오카 Yahoo! JAPAN 돔)

### 기타
- 올스타전 출장 : 3회(2008년, 2009년, 2011년)

## 등번호
- 31(2002년 ~ )
- 29(2009년 월드 베이스볼 클래식 등번호）

## 통산 성적

### 연도별 타격 성적
| 연도        | 소속        | 경 기 | 타 석 | 타 수 | 득 점 | 안 타 | 2 루 타 | 3 루 타 | 홈 런 | 루 타 | 타 점 | 도 루 | 도루 실패 | 희생 번트 | 희생 플라이 | 볼 넷 | 고의 사구 | 死 구 | 삼 진 | 병 살 타 | 타 율 | 출 루 율 | 장 타 율 | O P S |
| ----------- | ----------- | ----- | ----- | ----- | ----- | ----- | ------- | ------- | ----- | ----- | ----- | ----- | --------- | --------- | ----------- | ----- | --------- | ----- | ----- | -------- | ----- | -------- | -------- | ----- |
| 2002년      | 히로시마    | 5     | 10    | 10    | 1     | 3     | 0       | 0       | 0     | 3     | 0     | 0     | 0         | 0         | 0           | 0     | 0         | 0     | 1     | 1        | .300  | .300     | .300     | .600  |
| 2003년      | 히로시마    | 116   | 338   | 305   | 19    | 65    | 14      | 2       | 4     | 95    | 21    | 0     | 1         | 10        | 0           | 17    | 7         | 6     | 78    | 6        | .213  | .268     | .311     | .579  |
| 2004년      | 히로시마    | 135   | 435   | 396   | 32    | 114   | 22      | 0       | 6     | 154   | 35    | 0     | 1         | 9         | 1           | 21    | 7         | 8     | 70    | 6        | .288  | .336     | .389     | .725  |
| 2005년      | 히로시마    | 74    | 194   | 174   | 13    | 42    | 6       | 0       | 2     | 54    | 12    | 0     | 0         | 3         | 2           | 11    | 1         | 4     | 29    | 6        | .241  | .298     | .310     | .608  |
| 2006년      | 히로시마    | 85    | 267   | 240   | 17    | 53    | 9       | 0       | 3     | 71    | 11    | 2     | 0         | 6         | 2           | 15    | 2         | 4     | 43    | 6        | .221  | .276     | .296     | .572  |
| 2007년      | 히로시마    | 89    | 284   | 256   | 24    | 72    | 12      | 0       | 3     | 93    | 15    | 2     | 2         | 6         | 0           | 16    | 1         | 6     | 47    | 9        | .281  | .338     | .363     | .701  |
| 2008년      | 히로시마    | 123   | 457   | 422   | 36    | 112   | 19      | 0       | 9     | 158   | 50    | 6     | 6         | 10        | 2           | 22    | 0         | 1     | 80    | 7        | .265  | .302     | .374     | .676  |
| 2009년      | 히로시마    | 124   | 422   | 364   | 31    | 75    | 15      | 1       | 10    | 122   | 37    | 2     | 3         | 11        | 4           | 39    | 4         | 4     | 90    | 11       | .206  | .287     | .335     | .622  |
| 2010년      | 히로시마    | 122   | 408   | 369   | 33    | 97    | 19      | 0       | 8     | 140   | 41    | 4     | 4         | 6         | 1           | 29    | 5         | 3     | 81    | 10       | .263  | .321     | .379     | .700  |
| 2011년      | 히로시마    | 110   | 342   | 299   | 15    | 60    | 10      | 0       | 4     | 82    | 27    | 2     | 2         | 14        | 3           | 22    | 3         | 4     | 49    | 7        | .201  | .262     | .274     | .536  |
| 통산 : 10년 | 통산 : 10년 | 983   | 3157  | 2835  | 221   | 693   | 126     | 3       | 49    | 972   | 249   | 18    | 19        | 75        | 15          | 192   | 30        | 40    | 568   | 69       | .244  | .300     | .343     | .643  |

- 2011년 기준.

### 연도별 수비 성적
| 연도 | 경기 | 척살 | 보살 | 병살 | 실책 | 패스트볼 | 수비율 | 순위 | 도루 시도 | 도루 허용 | 도루 실패 | 저지율 | 순위 |
| ---- | ---- | ---- | ---- | ---- | ---- | -------- | ------ | ---- | --------- | --------- | --------- | ------ | ---- |
| 2002 | 4    | 27   | 3    | 0    | 1    | 0        | .968   | -    | 2         | 1         | 1         | .500   | -    |
| 2003 | 115  | 686  | 48   | 11   | 7    | 8        | .991   | 6    | 69        | 47        | 22        | .319   | 4    |
| 2004 | 135  | 975  | 57   | 15   | 5    | 3        | .995   | 3    | 81        | 55        | 26        | .321   | 4    |
| 2005 | 71   | 412  | 35   | 8    | 3    | 6        | .993   | -    | 28        | 16        | 12        | .429   | -    |
| 2006 | 84   | 483  | 32   | 5    | 6    | 3        | .988   | 6    | 49        | 37        | 12        | .245   | 7    |
| 2007 | 86   | 442  | 43   | 4    | 2    | 3        | .992   | 6    | 57        | 40        | 17        | .298   | 4    |
| 2008 | 121  | 763  | 72   | 6    | 11   | 3        | .993   | -    | 94        | 65        | 29        | .309   | 6    |
| 2009 | 124  | 773  | 62   | 7    | 9    | 3        | .992   | 5    | 77        | 54        | 23        | .299   | 5    |
| 2010 | 118  | 696  | 52   | 8    | 4    | 4        | .995   | -    | 70        | 50        | 20        | .286   | -    |
| 통산 | 858  | 5257 | 404  | 66   | 47   | 33       | .994   | -    | 527       | 365       | 162       | .307   | -    |